# Orden Ogan
Orden Ogan es un grupo de heavy metal procedente de Arnsberg (Alemania) y surgido en 1996, bajo el nombre de Tanzende Aingewaide. Sin embargo, en 1997 deciden cambiar su nombre original por Orden Ogan, bajo el cual, practican un estilo que fusiona metal progresivo y power metal. Obteniendo buena respuesta hasta el punto de que, tras el lanzamiento de sus tres demos (Into Oblivion, Anthem to the Darkside y Soli Deo Gloria), la prensa especializada germana los ha calificado como los nuevos Blind Guardian. 
En 2004 editan su primer álbum titulado Testimonium A.D.; el cual fue Autopublicado y distribuido por la banda, sin haber firmado aun con ninguna discográfica. Supone su primera obra "seria" con la que ir haciéndose un hueco en las estanterías del público metalero de Alemania.
En 2008 bajo la firma de Yonah Records publican su segundo álbum de estudio denominado "Vale", con el que realmente se puede decir que comienzan a ser conocidos fuera de su país.
En 2010 editan su tercer disco denominado Easton Hope, bajo el sello AFM Records y en 2012 editan un cuarto disco denominado "To The End" bajo el mismo sello.

## Integrantes
- SEEB: Voz y Guitarras.

- GHNU: Batería.

- LARS: Bajo.

- TOBI: Guitarras.

- NILS: Voz y teclados.

## Discografía
| Año  | Título                              |
| ---- | ----------------------------------- |
| 2004 | Testimonium A.D.                    |
| 2008 | Vale                                |
| 2010 | Easton Hope                         |
| 2012 | To The End                          |
| 2015 | Ravenhead                           |
| 2017 | Gunmen                              |
| 2021 | Final Days                          |
| 2022 | Final Days (Orden Ogan and Friends) |
| 2024 | The Order of Fear                   |